# Hilary Alexander
Pour les articles homonymes, voir Alexander.
Hilary Alexander (née le 5 février 1946 à Napier (Nouvelle-Zélande) et morte le 5 février 2023 à Londres) est une journaliste de mode britannique d'origine néo-zélandaise. 
Elle a dirigé de 2005 à 2011 la section mode du quotidien britannique The Daily Telegraph, pour lequel elle collabore depuis 1985. 
Après 26 ans de carrière au sein du quotidien britannique, elle annonce quitter son poste pour le mois de juillet 2011. Elle est remplacée par la journaliste Lisa Armstrong, mais continue d'écrire pour le quotidien une chronique hebdomadaire.